# ブレーメン市電
ブレーメン市電（ドイツ語: Straßenbahn Bremen）は、ドイツ・ブレーメン州の州都であるブレーメンに存在する路面電車。2019年現在ブレーメンおよびリリエンタールに営業キロ114.6kmの路線網を有し、路線バスと共にブレーメン路面電車会社（BSAG）によって運営される。

## 歴史

### 馬車鉄道から電化まで
ブレーメンで最初に登場した路面鉄道は、1876年6月4日から営業を開始した民営鉄道のブレーメン馬車鉄道（Bremer Pferdebahn）であった。1879年からはイギリス・ロンドンに本社を置くグレート・ブレーメン馬車鉄道（Großen Bremer Pferdebahn）も営業運転を始め、両社はブレーメン各地に路線網を広げた。
1890年にブレーメンでは北西ドイツ貿易産業博覧会が開催されたが、それに併せてブレーメン馬車鉄道は当時最新技術であった路面電車を導入する事を決定した。同年の博覧会開催中のデモンストレーション運行に続き、翌1891年には全区間を馬車鉄道から路面電車に置き換える事が決まった。「ブレーメン電気軌道（Bremer Straßenbahn、BSAG）」に社名を変更した同社は1893年までに一部を除き所有する路線の電化を完了させ、1899年に合併したグレート・ブレーメン馬車鉄道の路線についても翌1900年までに馬車鉄道から路面電車へ置き換えられた。ブレーメンの街から馬が牽引する列車が姿を消したのは1911年、もしくは1913年とされている。
これらの転換が進む間にも路線の拡張は進み、1908年からは系統番号の導入も実施された。一方で1910年には賃金上昇を求めた従業員によるストライキも発生している。

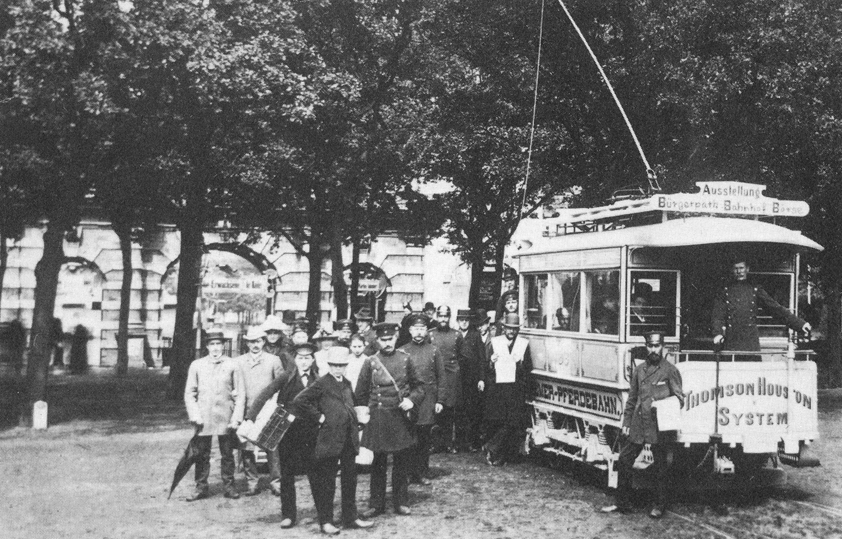
ブレーメン初の路面電車（1890年撮影）
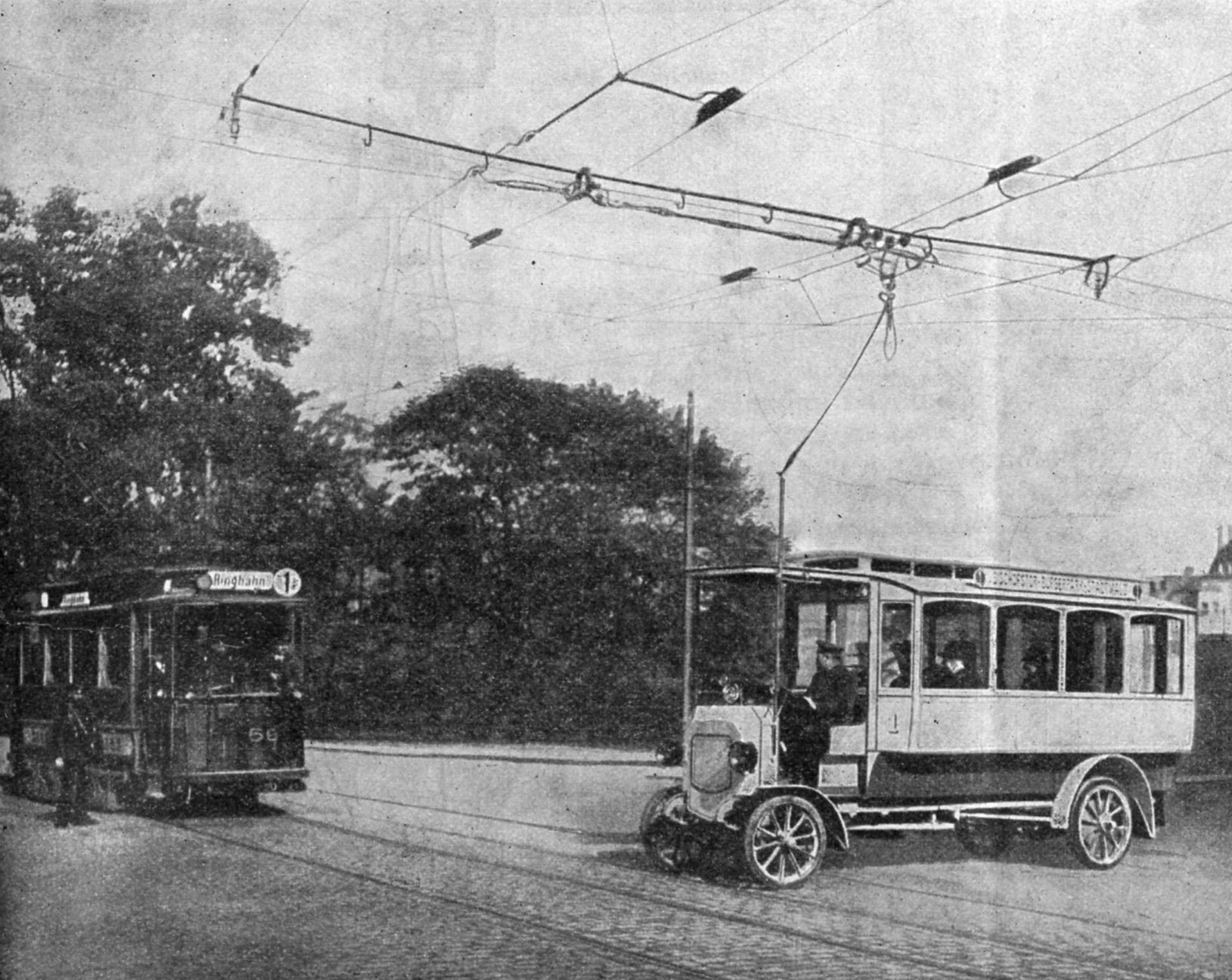
トロリーバスと交差する路面電車（1911年撮影）

### 二度の世界大戦
1914年の第一次世界大戦によって路線の拡張は一時停止し、1915年には従業員不足に伴い女性運転士が採用される事態となった。1916年には一部路線が廃止されたが、終戦後の1919年以降は再度路線の拡充が行われ、1934年にはブレーメン空港まで路線が延長され連絡輸送が行われるようになった。更に健康保険の導入など福祉政策の充実も行われた。1924年には路線バスを運行する子会社であるブレーメン郊外鉄道会社（Bremer Vorortbahn Gesellschaft、BVG）が設立され、バス事業へ参入した。
1939年の第二次世界大戦開戦に伴いブレーメンの路面電車も軍需工場への人員輸送に力を入れるようになり、各地の軍需工場へ向けて路線を伸ばした。これらが全通した1940年は、ブレーメン市電の路線網が最大規模に達した年となった。だが同年以降は度重なる空襲によりブレーメンは甚大な被害を受け、路面電車の車両や施設も例外なく被害を受けた事により、1945年4月22日に全路線の運行が休止した。終戦時には路線の80％が走行不能状態であり、稼働可能な車両も10％に満たなかった。

### 戦後の復興、路面電車の見直し
ブレーメン市電の運行が再開したのは終戦後の1945年6月13日であり、最初に設定された"16N"系統には新しい都市を示す"Neustadt"の頭文字の"N"が付けられた。以降は路線の復旧が進み、1952年までに戦時中に建設された一部区間を除いた全区間の復旧が完了し、以降は更なる路線延長も実施された。車両についても戦災復旧工事が行われた一方、1950年代以降はボギー車、連接車など大型の新型車両の導入も進められた。また1953年にはブレーメン郊外鉄道会社を吸収し、ブレーメン路面電車会社はブレーメンの公共交通を一手に担う事となった。

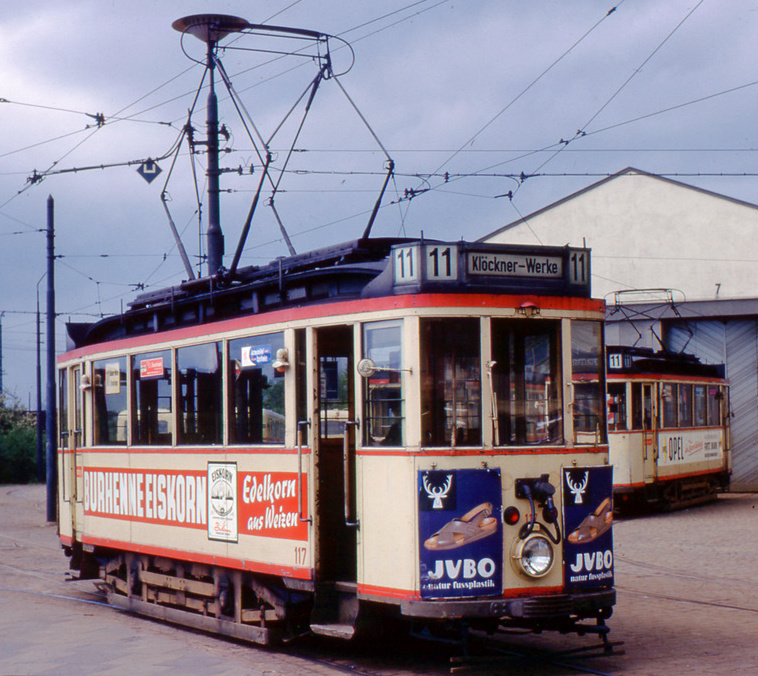
終戦以降も継続して使用された戦前製の電車
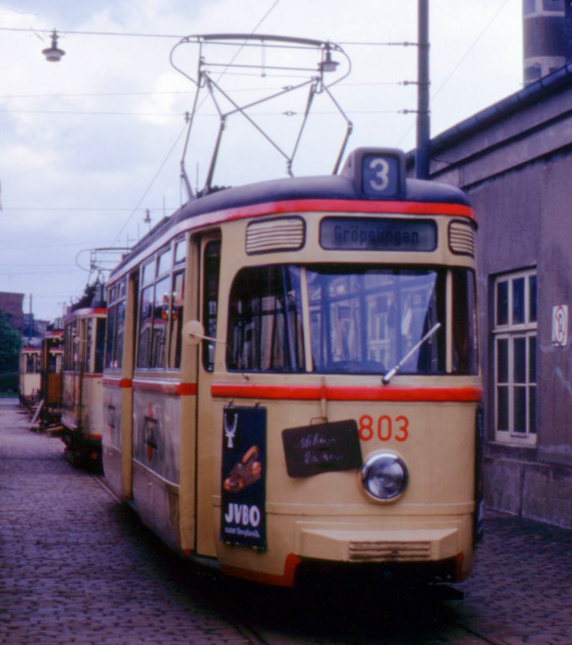
1950年代からは大型ボギー車の導入が始まった
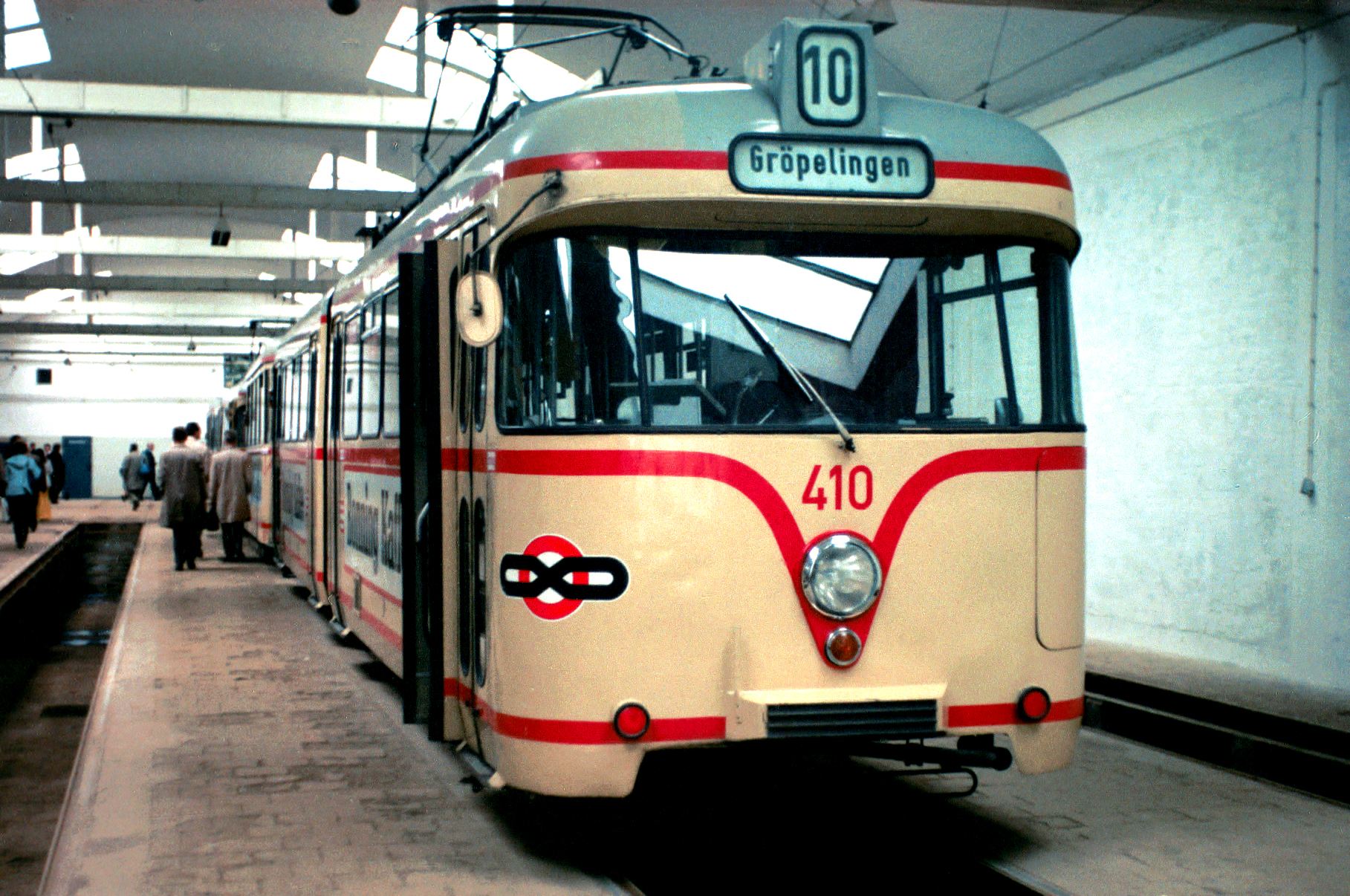
1960年代以降は特殊な構造の連接車の大量生産が実施された

一方、経済発展の中でブレーメンの人口は増え続け、1950年から1958年の間には25％の増加を記録した。これにより公共交通の利用者も増加した一方、自動車やバイクによる道路混雑が激しくなった結果公共交通のダイヤの乱れも深刻化し信頼性が低下し続けた。そしてその中で路面電車が時代遅れの乗り物であると見做されるようになり、1960年代以降ブレーメン南部を始めとする各地の路線が廃止され、路線バスへ置き換えられていった。

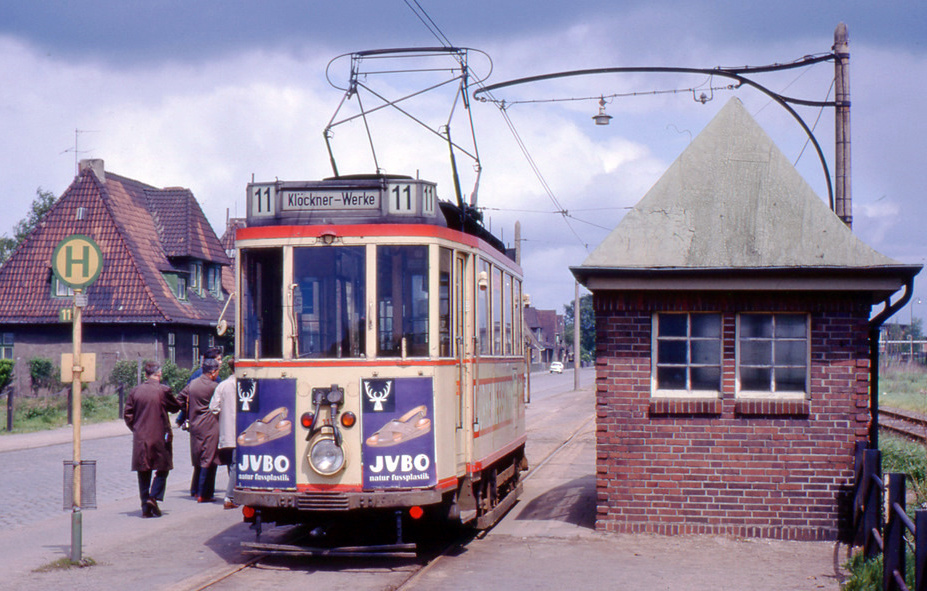
Klöckner-Werke電停を含む単線区間は1970年に廃止された

だが、路線廃止と並行して幾つかの新規路線の開通も実施されており、1960年代後半以降はバスや自動車以上の大量輸送が可能であるという利点から路面電車を見直す動きが起き始めた。1967年6月18日にはファール（Vahr）地区の新開発地域へ向けて新規路線が開通し、1976年9月24日にはフッフティング（Huchting）地区のローラント・センター（Roland-Center）方面へ向かう路線の延長工事が行われた。
1968年には当時加熱していた学生運動の中で、公共交通の運賃値上げ計画に端を発したブレーメン路面電車暴動が勃発し、多数の路面電車車両やバスが被害を受けた事で機動隊が出動し、多数の逮捕者を出すに至った。そして学生側の会議の結果、最終的にこの値上げ計画は撤回された。ただし1970年代以降ブレーメン路面電車会社（BSAG）は断続的に公共交通の運賃値上げを実施しており、1976年には大規模なデモが起きたもののそれ以降規模の大きな反対運動が起きる事は無かった。
1970年代後半以降はモータリーゼーションの進展やブレーメン自体の人口減少、失業者増加が影響し公共交通自体の利用客が減少した事で、1987年の僅かな路線変更を除き市電の路線網に変化は無かった。一方で車両を始めとする施設の更新は進み、1979年までにポイントの無人化が達成された他、1950年代に導入された旧型車両の置き換えも実施された。1987年には公共交通が無料利用や各地の観光施設の割引などの特典を有するブレーメン・カード（Bremer Karte）の運用も始まった。

### 超低床電車の登場、路線網の拡大
1980年代以降、環境意識の高まりと共に路面電車やバスなど都市部の公共交通（ÖPNV）の重要性が幅広く認識されるようになった。ブレーメン市議会建設上院とBSAGによる公共交通網の近代化・拡充に関する提案が1989年に可決された事も大きな原動力となった。そして、1988年の路線バスにおける低床バスの導入に続き、路面電車でも1990年に世界でも最初期となる車内全体が低床構造である100％超低床電車が登場し、1994年から量産車の運行が始まった。

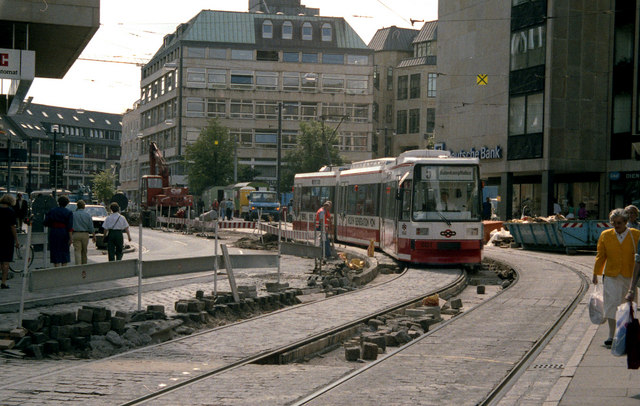
ブレーメン初の超低床電車・GT6N形

一方、利便性を高めるための路線網拡大計画も1990年代に動き出し、1998年5月23日に新たな系統の開通、ブレーメン空港の旅客ターミナルまでの路線延長、既存の系統の再編など大規模なダイヤ改正が実施され、同年10月・12月にも新規区間が開通した。2001年に開通125周年を迎えて以降も路線の拡張や整備が続き、2014年にはブレーメン州と隣接するニーダーザクセン州オスターホルツ郡のリリエンタール（Lilienthal）まで延長された。一方で利便性を高めるための系統新設・再編も多数実施されており、2004年にはバスと共に深夜系統が導入されている。
2019年の利用客は路面電車・路線バス合わせて毎日30万人、年間で1億500万人に達しており、今後も環境に優しく便利な交通機関として路線延長を含めた整備が行われる計画となっている。

## 系統
2019年3月30日のダイヤ改正以降、ブレーメン市電では以下の8系統が運行している。1・4・8・10系統では区間運転が行われている他、番号に"S"が付く系統は一部の電停を通過する列車（Schnellverkehr）なので注意が必要となる。また1・4系統には夜間に運行する深夜系統（Nachtlinien）が存在し、土曜日から日曜日にかけては路線バスと共に24時間運転を実施する。
| 系統番号 | 主要電停                                                                                              | 備考 |
| -------- | --- | --- |
| 1        | Huchting - Am Brill – Hauptbahnhof - Am Dobben – Kirchbachstraße - Tenever-Zentrum – Bahnhof Mahndorf | |
| 1S       | Kirchbachstraße → Tenever-Zentrum                                                                     | 平日朝（6-7時）に片道のみ運転 一部列車はErkelenzer Strßen - Kirchbach strßen間で通過運転を実施                            |
| N1       | Huchting - Am Brill – Hauptbahnhof - Am Dobben – Kirchbachstraße - Tenever-Zentrum – Bahnhof Mahndorf | 深夜系統 平日・日曜・祝日は23時-翌日4時、土曜は23時-翌日6時まで運転                                                       |
| 2        | Gröpelingen - Haferkamp – Am Brill – Domsheide - Sielwall – Sebaldsbrück                              | 10系統と起点・終点が同じだがHaferkamp - Sielwall間の経路が異なる                                                          |
| 3        | Gröpelingen – Am Brill – Domsheide – Weserwehr                                                        | |
| 4        | Arsten – Domsheide – Hauptbahnhof - Kirchbachstraße – Borgfeld – Lilienthal                           | 一部列車はArsten - Borgfeld間の区間運転を実施                                                                             |
| 4S       | Kirchbachstraße – Borgfeld – Lilienthal                                                               | Kirchbachstraße - Borgfeld間は一部電停を通過                                                                              |
| N4       | Arsten – Domsheide – Hauptbahnhof - Kirchbachstraße – Borgfeld – Lilienthal                           | 深夜系統 平日・日曜・祝日は23時-翌日4時、土曜は23時-翌日6時まで運転                                                       |
| 5・5S    | Bürgerpark – Hauptbahnhof – Überseestadt – Waller Ring - Gröpelingen                                  | Waller Ring - Gröpelingen間は「5S系統」として運行                                                                         |
| 6        | Flughafen – Domsheide – Hauptbahnhof – Riensberg – Universität                                        | Flughafen電停でブレーメン空港と接続（空港連絡鉄道）                                                                       |
| 8        | Huchting – Domsheide – Hauptbahnhof – Kulenkampffallee                                                | 一部列車は区間運転を実施                                                                                                  |
| 10       | Gröpelingen - Haferkamp – Hauptbahnhof - Sielwall – Sebaldsbrück                                      | 2系統と起点・終点が同じだがHaferkamp - Sielwall間の経路が異なる 平日朝にRembertistr→Gröpelingenで区間運転を行う列車が存在 |

## 車両

### 現有車両
2022年現在、ブレーメン市電で使用されている車両は以下の3形式である。

#### GT8N形

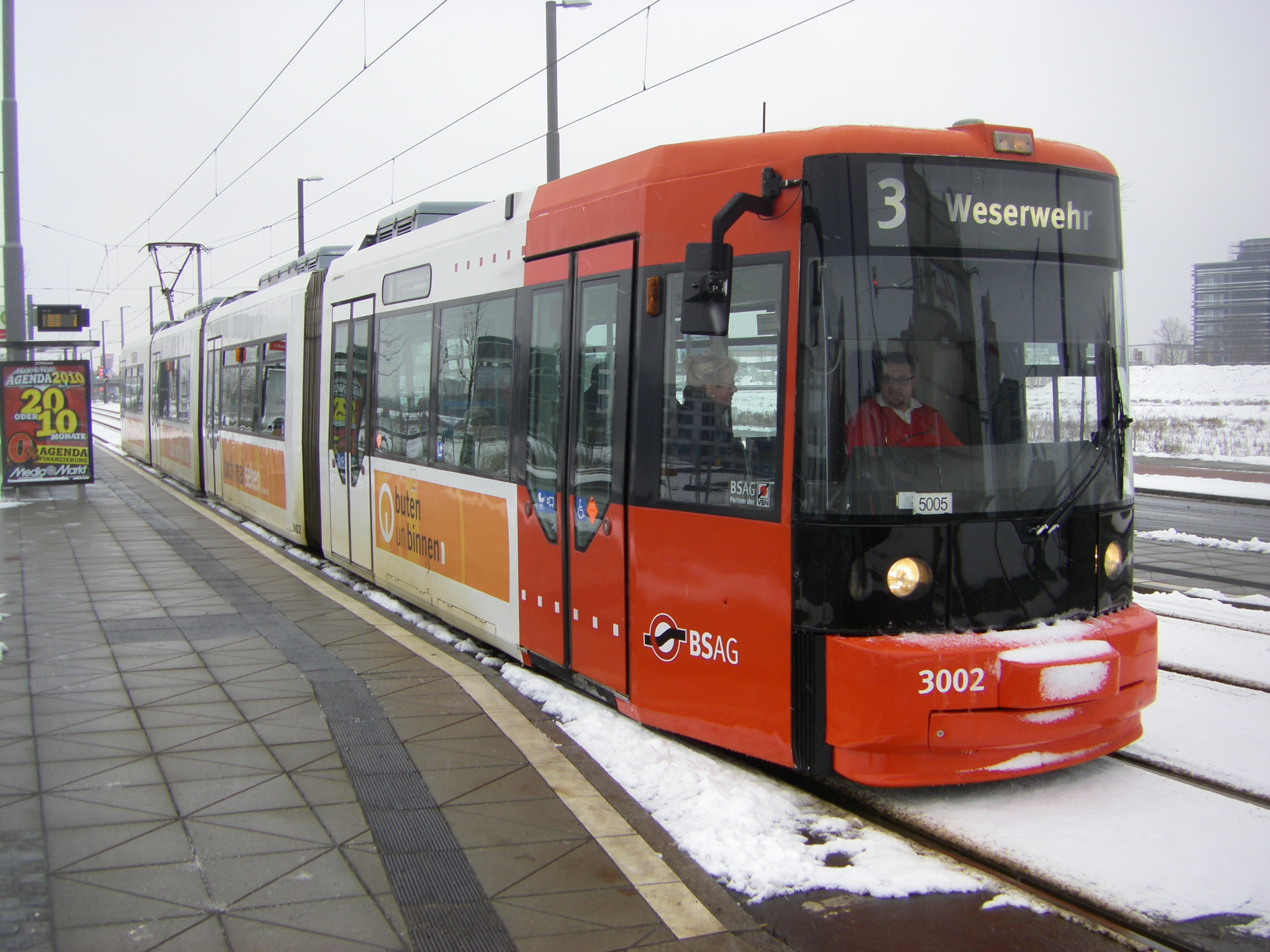
GT8N形（3002、前面赤色）

旧型電車置き換えと市電近代化の一環として、1993年から1996年まで78編成（3001-3078）が製造された4車体連接車。車内全体が低床構造となっている100％低床車で、ブレーメン形と呼ばれる超低床電車ブランドの1つである。事故により廃車になった1編成（3017）を除く77編成が在籍しているが、2013年頃から台車の故障が増加した事で運用を離脱する車両が続出し、2016年以降修繕を兼ねた更新工事が実施されている。ただしそれに伴う使用可能な車両本数の減少により、同年から一部系統の運行停止や列車本数削減などの措置が取られている。

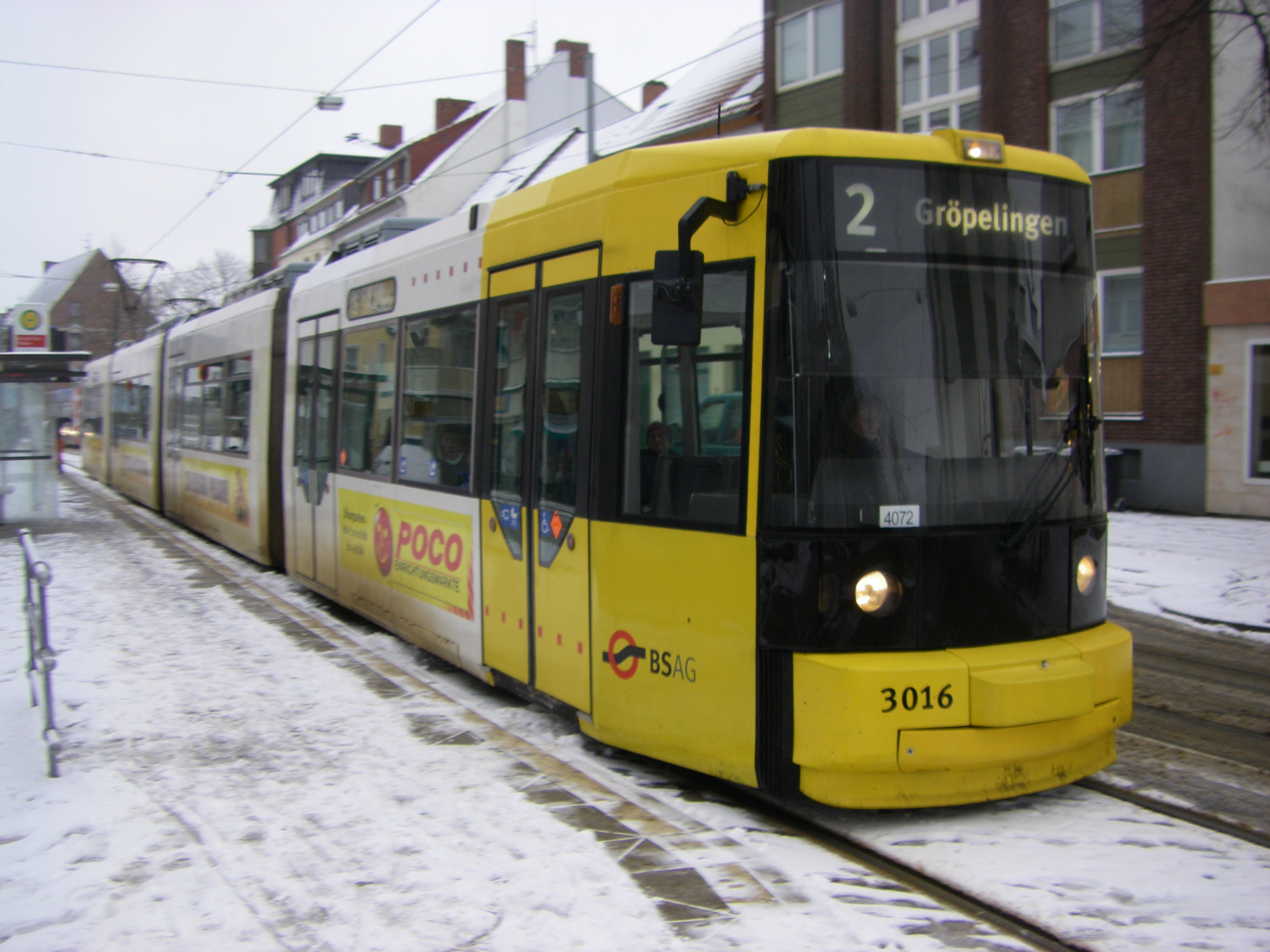
3016（黄色）
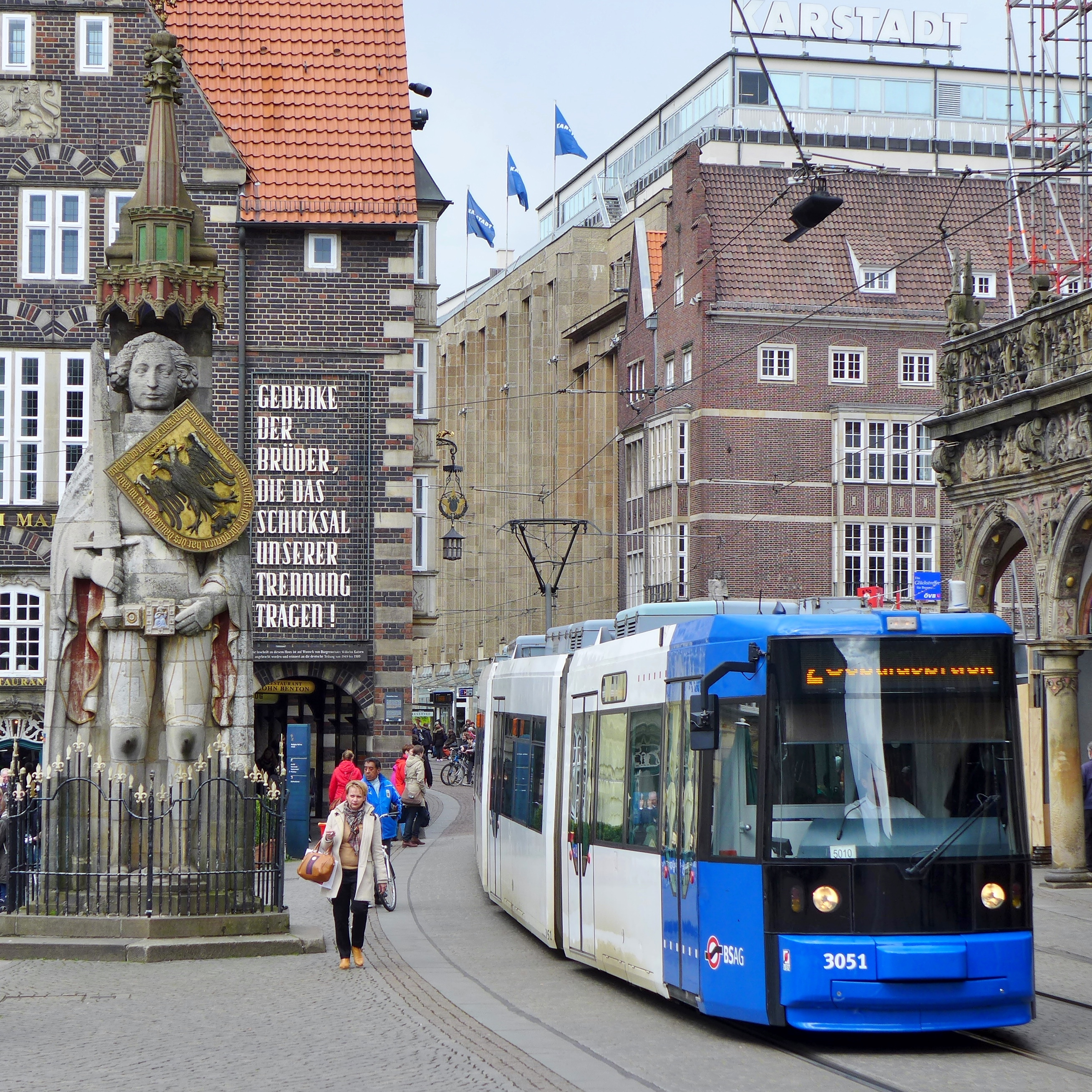
3051（青色）
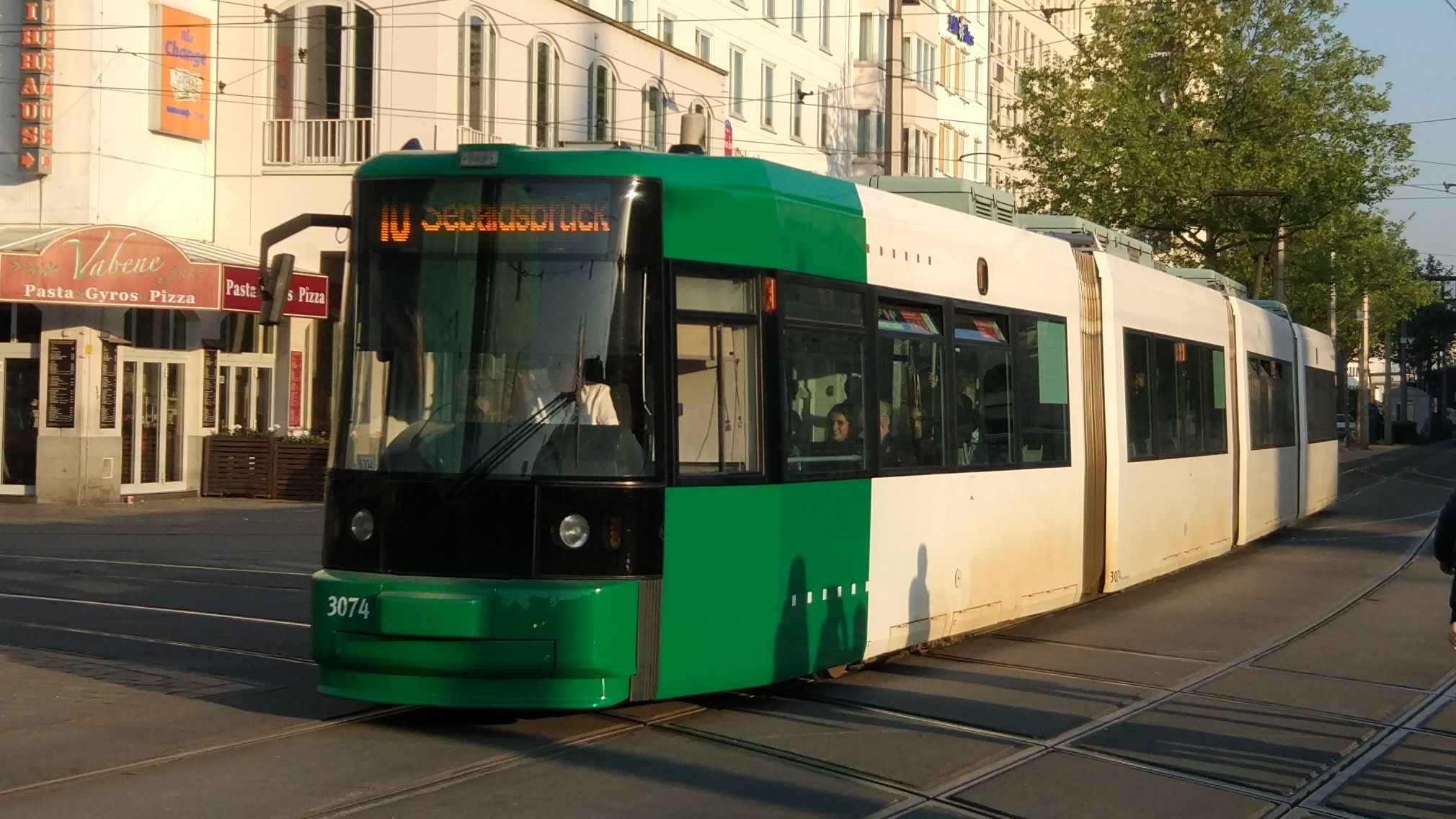
3074（緑色）

#### GT8N-1形

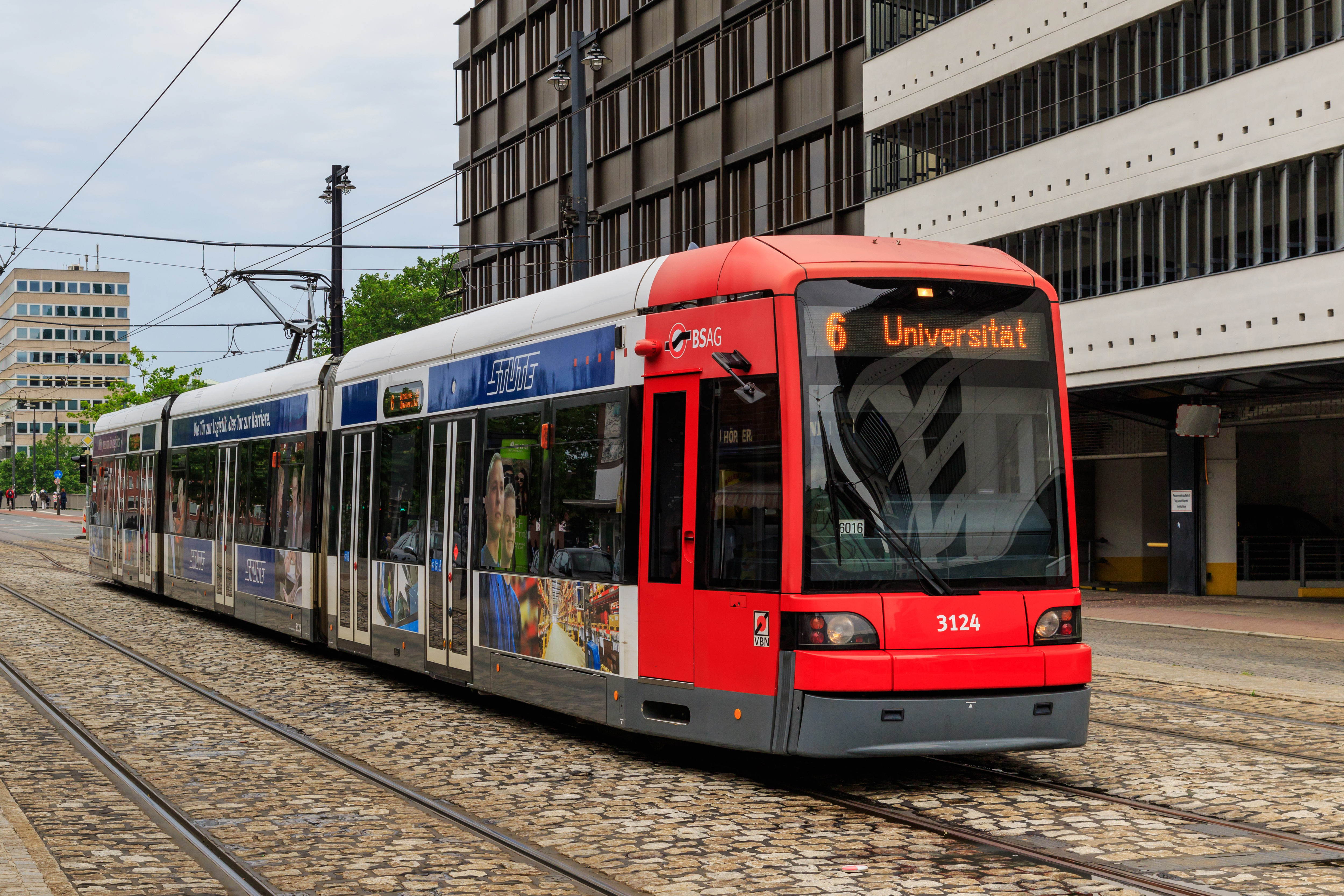
GT8N-1形

旧型車の置き換え用として導入された3車体連接式超低床電車。ボンバルディア・トランスポーテーションが展開するフレキシティ・クラシックを採用した。それまでの車両と比較して車幅が2,650 mmに拡大し、車内の面積もより広くなった一方で、動力台車として従来の車軸付きボギー台車を用いたため車端部は高床構造となり、車内の低床率は73％に減少した。ただし最も前方に設置された乗降扉には車椅子用のリフトが備わっている。
2005年から製造が行われ、当初導入契約が交わされた20編成に加えてオプションとして23編成の追加発注が実施された。最後の車両がブレーメンに到着したのは2012年である。

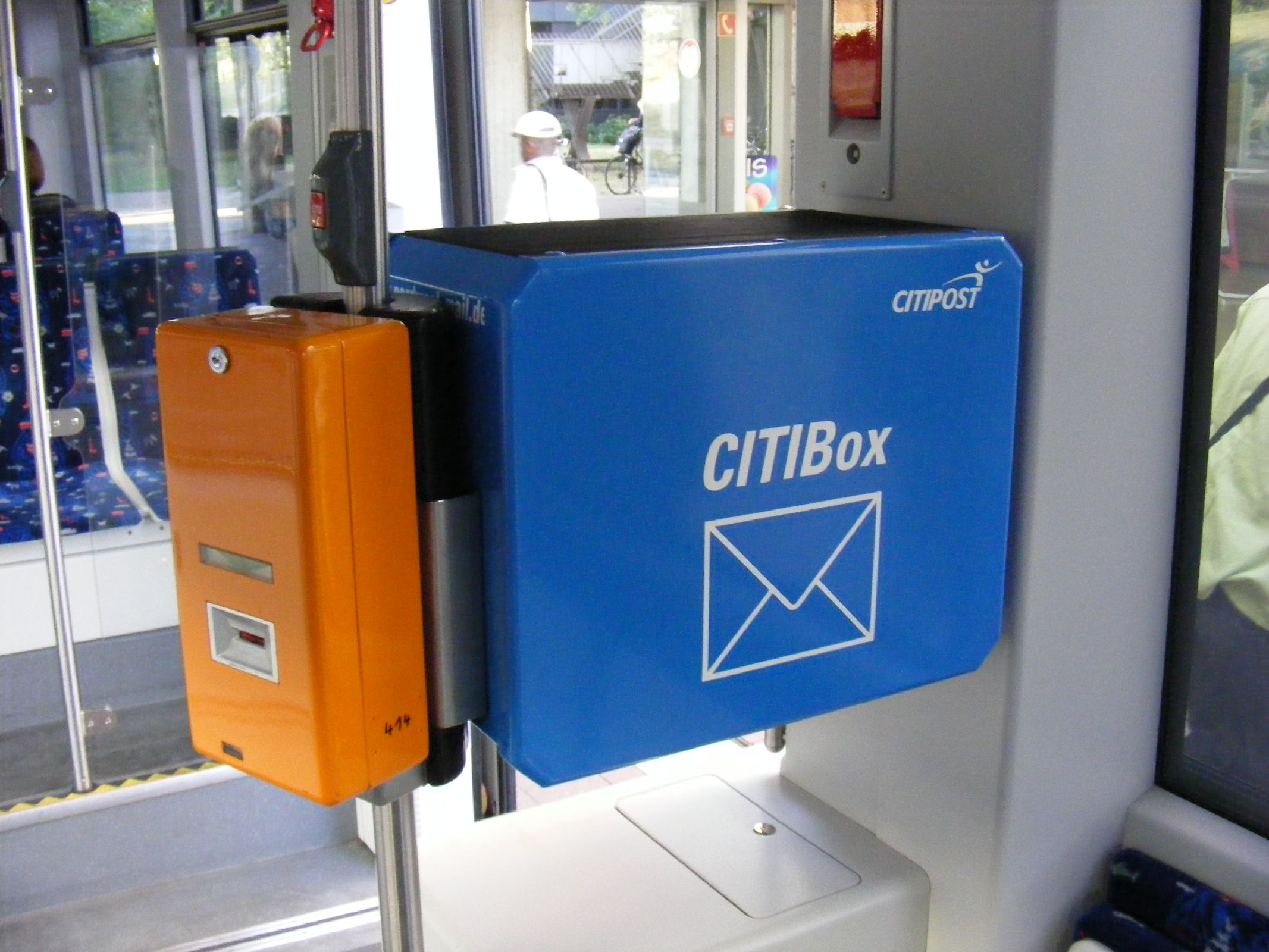
車内の券売機
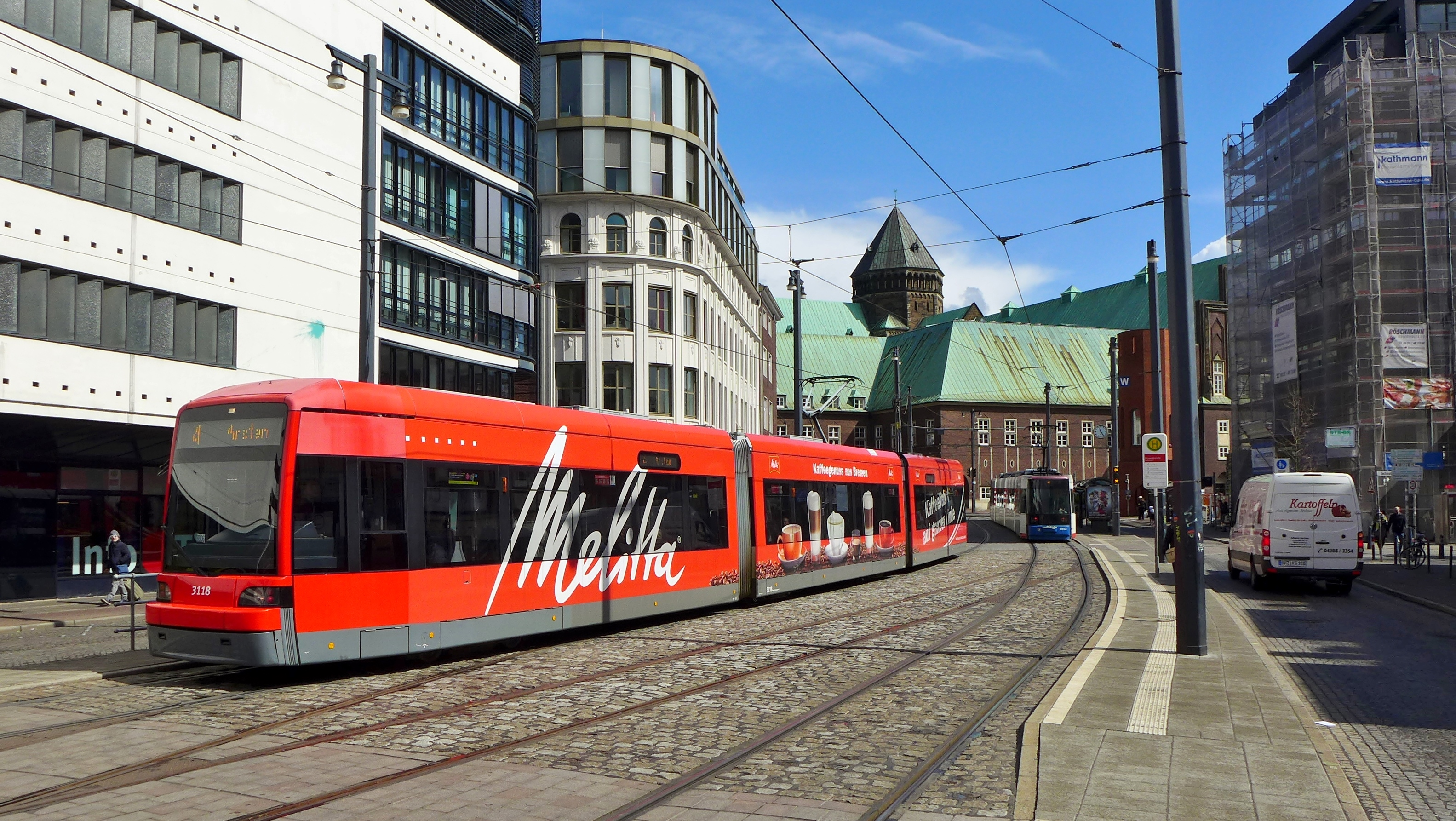
全面広告車（3118）

| 形式   | 製造年   | 総数              | 軌間     | 編成                     | 運転台数   | 台車数                          | 備考・参考    |
| ------ | -------- | ----------------- | -------- | ------------------------ | ---------- | ------------------------------- | ------------- |
| GT8N-1 | 2005-12  | 43編成(3101-3143) | 1,435mm  | 3車体連接車              | 片運転台   | 2基（動力台車） 2基（付随台車） | [ 22 ] [ 23 ] |
| GT8N-1 | 全長     | 全幅              | 全高     | 床面高さ                 | 低床率     | 車輪経                          | [ 22 ] [ 23 ] |
| GT8N-1 | 35,400mm | 2,650mm           | 3,650mm  | 590mm(高床) 370mm(低床)  | 73%        | 600mm                           | [ 22 ] [ 23 ] |
| GT8N-1 | 重量     | 軸重              | 最高速度 | 起動加速度               | 常用減速度 | 非常減速度                      | [ 22 ] [ 23 ] |
| GT8N-1 | 44.0t    | 10.0t             | 70km/h   | 1.1m/s2                  | 1.2m/s2    | 2.73m/s2                        | [ 22 ] [ 23 ] |
| GT8N-1 | 着席定員 | 折り畳み座席      | 立席定員 | 電動機出力               | 編成出力   | 制動装置                        | [ 22 ] [ 23 ] |
| GT8N-1 | 101人    | 3箇所             | 134人    | 125kw （三相誘導電動機） | 500kw      | ディスクブレーキ                | [ 22 ] [ 23 ] |

#### GT8N-2形

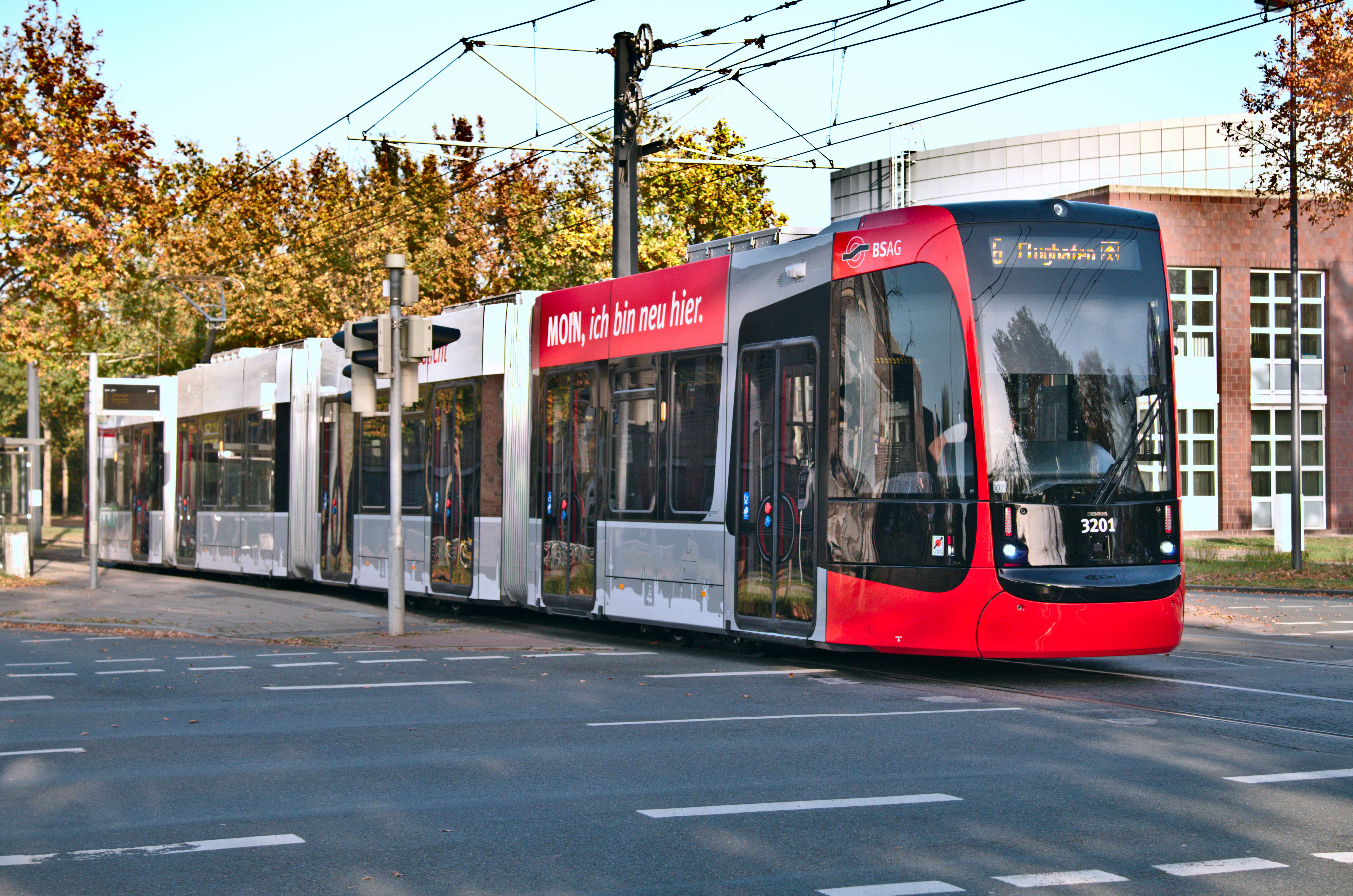
GT8N-2形

シーメンスが展開する超低床電車ブランドのアヴェニオの1形式。2017年に4車体連接車の導入契約が交わされ、2020年9月から営業運転を開始した。
車内は全室低床構造（100％低床車）となっており、車内には5箇所のフリースペースが設けられる。安全性向上のため監視カメラが搭載される他、乗降扉付近には開閉を乗客に知らせるLEDランプが設置される。環境対策も考慮に入れており、車体部品の90％がリサイクル可能となっている他、消費電力を抑制する回生ブレーキが搭載されており、車内にも省エネに適したLED照明が用いられる。編成の台車のうち3基は電動機を搭載した動力台車となり、加速や制動時の性能が向上している。また騒音防止のため車輪には吸音材が装備されている。
合計77編成（3201 - 3242、3401 - 3435）の導入を予定しているが、そのうち35編成（3401 - 3435）についてはブレーメン市電の直通運転が検討されている鉄道線のブレーメン - テディングハウザー鉄道でも走行可能なように鉄道規格にも適合した機器や構造が採用されている。また、GT8N-2形は車体・車内デザインが高く評価され、2022年のiFデザイン賞を受賞している。

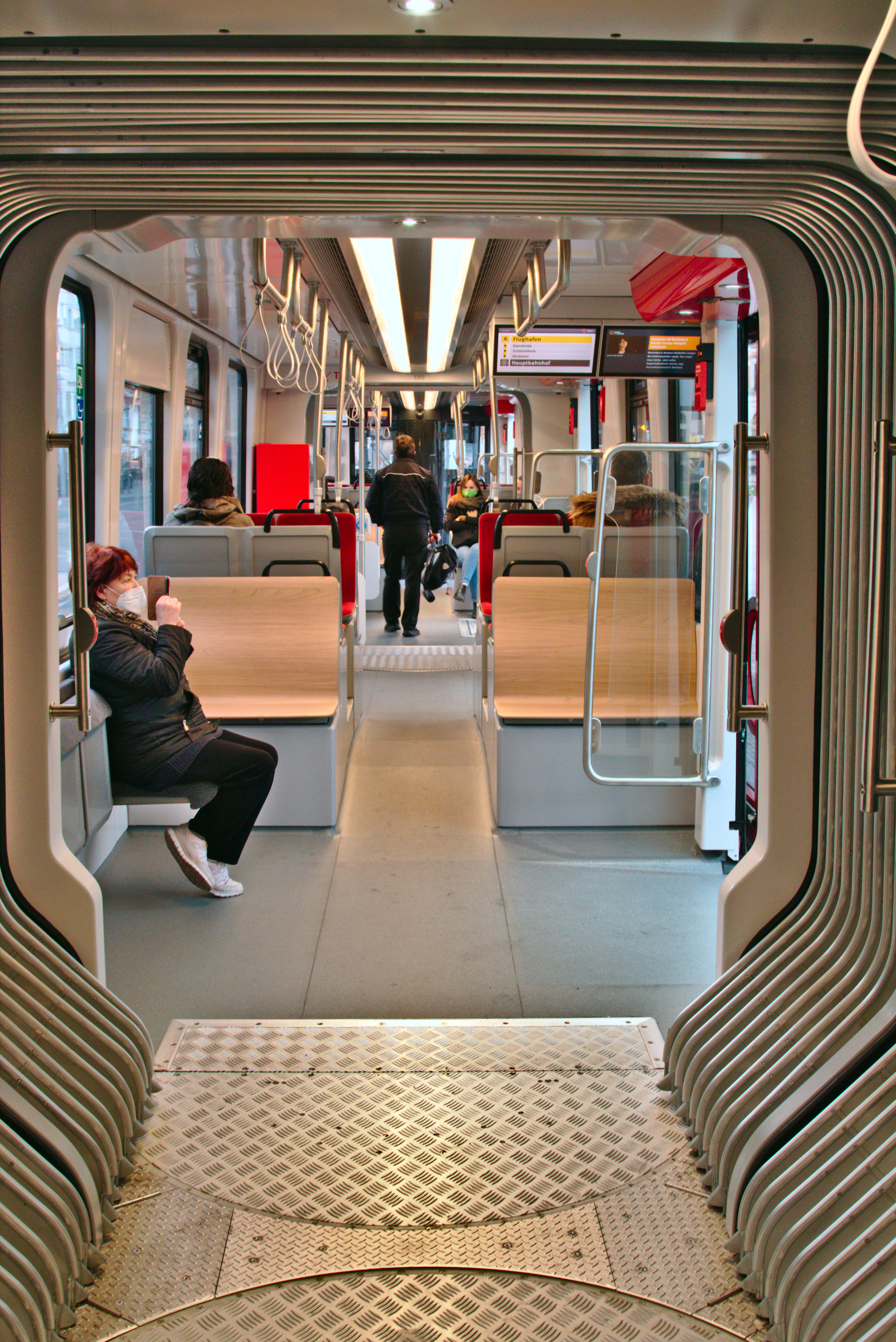
車内
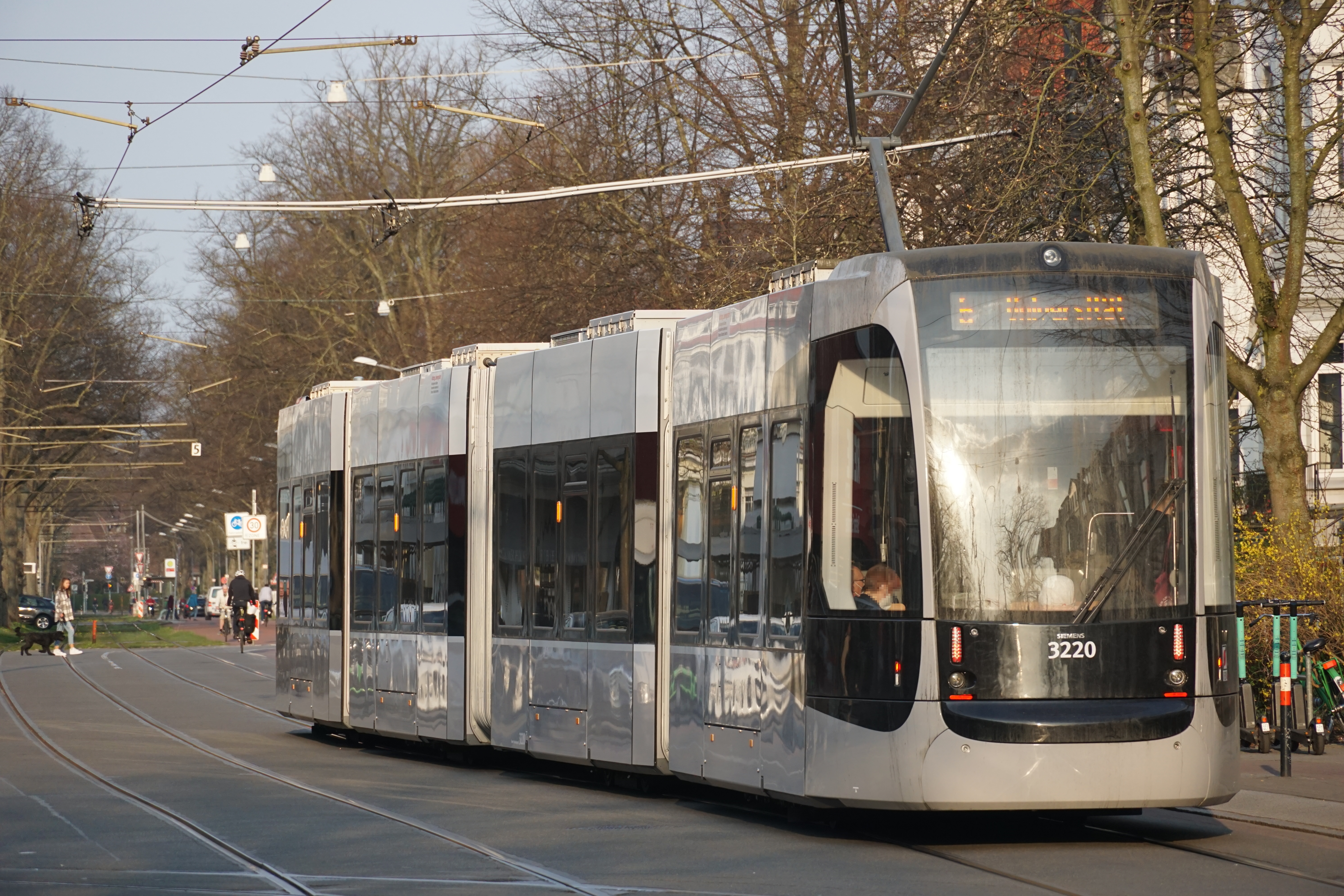
後方

| 形式   | 製造年       | 総数         | 軌間     | 編成             | 運転台数 | 台車数                          | 備考・参考           |
| ------ | ------------ | ------------ | -------- | ---------------- | -------- | ------------------------------- | -------------------- |
| GT8N-2 | 2020-        | 77編成(予定) | 1,435mm  | 4車体連接車      | 片運転台 | 3基（動力台車） 1基（付随台車） | [ 25 ] [ 26 ] [ 27 ] |
| GT8N-2 | 全長         | 全幅         | 全高     | 床面高さ         | 低床率   | 車輪経                          | 重量                 |
| GT8N-2 | 36,900mm     | 2,650mm      | 3,600mm  | ？               | 100%     | ？                              | ？                   |
| GT8N-2 | 営業最高速度 | 設計最高速度 | 着席定員 | 折り畳み座席定員 | 立席定員 | 電動機出力                      | 編成出力             |
| GT8N-2 | ？           | ？           | 99人     | 29人             | 149人    | 120kw （三相誘導電動機）        | 720kw                |

### 過去の車両
営業運転から引退した車両の一部はダス車庫（Das Depot）の一部を用いたブレーメン路面電車博物館（Das Bremer Straßenbahnmuseum）に保存されており、1990年以降は一部車両の動態保存運転も実施している。

#### T2c/B2形

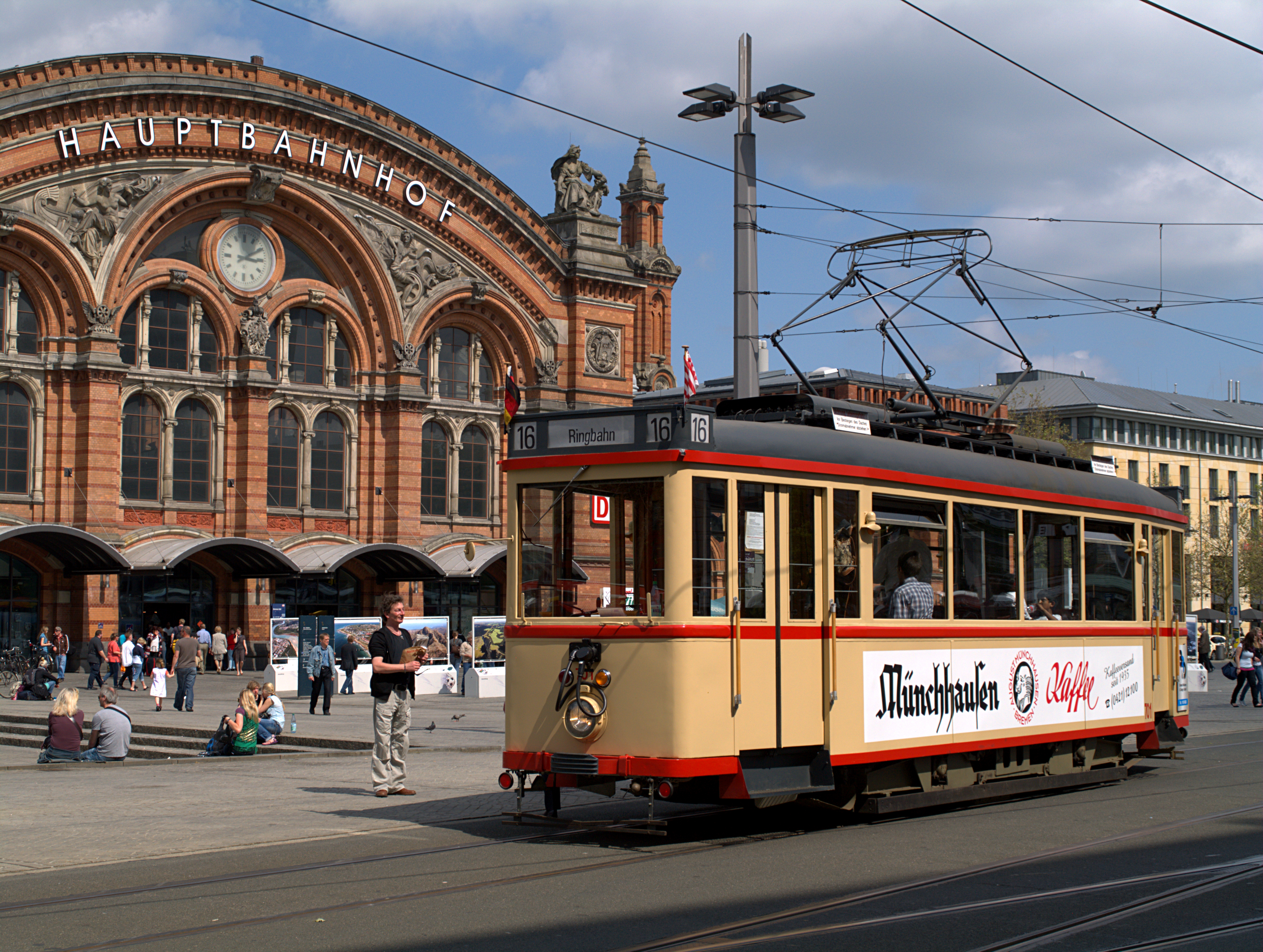
T2c形（701）

終戦後の利用客急増に対応すべく導入された二軸車。1940年にリンドナー車両工場で製造される予定だった車両の設計が流用されており、1947年から1949年にかけて電動車のT2c形（700-724）と付随車のB2形（1700-1724）がAGヴェーザーで製造された。
1950年代には後述するGT3形電車の製造にあたりT2c形のうち2両の機器が流用され、以降は付随車（1725、1726）として運用された。これらの車両を含め1960年代後半から廃車が始まり、1970年代までに営業運転から引退した。2019年現在、事業用車として残存し、後に復元工事が行われた701と、事業用車への改造時に付随車となったまま復元工事が実施された1727（旧：722）が路面電車博物館に保存されている。
| 形式   | 製造年  | 総数                 | 軌間     | 編成        | 運転台     | 車軸数     | 備考・参考           |
| ------ | ------- | -------------------- | -------- | ----------- | ---------- | ---------- | -------------------- |
| T2c/B2 | 1947-49 | 25両(T2c) 25両(B2)   | 1,435mm  | 単車        | 両運転台   | 2本        | [ 32 ] [ 33 ] [ 34 ] |
| T2c/B2 | 1947-49 | 全長                 | 全幅     | 全高        | 着席定員   | 立席定員   | [ 32 ] [ 33 ] [ 34 ] |
| T2c/B2 | 1947-49 | 10,860mm             | 2,140mm  | 3,200mm     | 24人       | 56人       | [ 32 ] [ 33 ] [ 34 ] |
| T2c/B2 | 1947-49 | 重量                 | 最高速度 | 電動機      | 電動機出力 | 車両出力   | [ 32 ] [ 33 ] [ 34 ] |
| T2c/B2 | 1947-49 | 12.2t(T2c) 7.5t(B2c) | 50km/h   | AEG USL 333 | 60kw(T2c)  | 120kw(T2c) | [ 32 ] [ 33 ] [ 34 ] |

#### T4a/B4a・T4b/B4b形

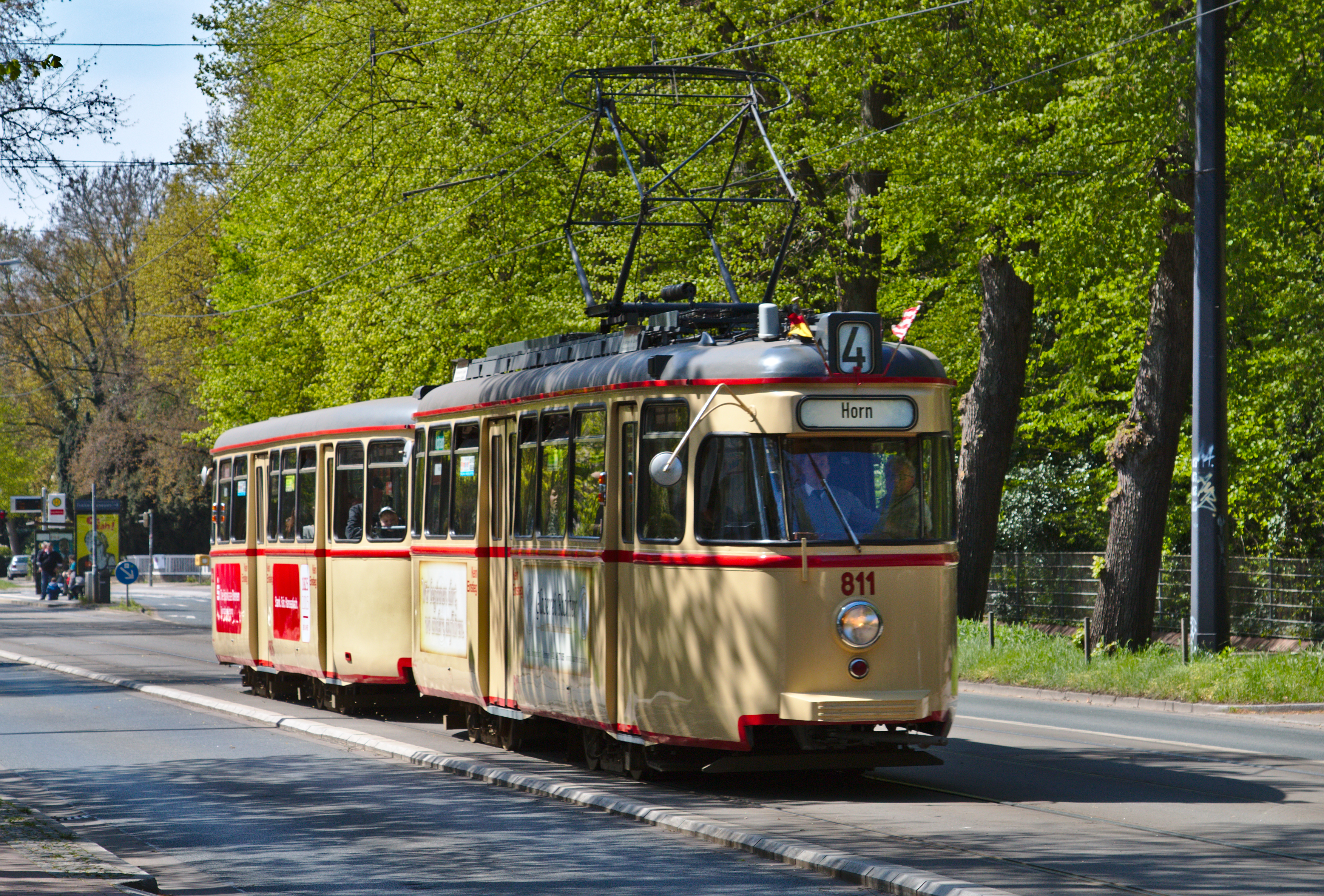
T4b形（811）+B4b形（1806）

二軸車に続いて導入された大型ボギー車。乗降扉が車体の前方・中央・後部の3箇所に設置されており、乗客の移動が容易となった。1953年に電動車のTa形（801-805）と付随車のB4a形（1801-1805）がリンケ＝ホフマンによって製造された後、翌1954-55年には改良型のT4b形（806-827）、B4b形（1806-1825）がハンザ車両製造で作られた。
1960年代には更新工事も行われたが、1982年以降GT4/GB4形の導入により廃車が進行し、1990年3月30日をもって引退した。最後まで使用されたT4b形（811、827）およびB4b形2両（1806、1815）は2011年現在もブレーメン市電で保存されている。
| 形式    | 製造年                         | 総数                                  | 軌間     | 編成        | 運転台       | 車軸数      | 備考・参考 |
| ------- | ------------------------------ | ------------------------------------- | -------- | ----------- | ------------ | ----------- | ---------- |
| T4b/B4b | 1953(T4a/B4a) 1954-55(T4b/B4b) | 5両(T4a) 5両(B4a) 22両(B4b) 20両(B4b) | 1,435mm  | 単車        | 片運転台     | 4本         | [ 35 ]     |
| T4b/B4b | 1953(T4a/B4a) 1954-55(T4b/B4b) | 全長                                  | 全幅     | 全高        | 着席定員     | 立席定員    | [ 35 ]     |
| T4b/B4b | 1953(T4a/B4a) 1954-55(T4b/B4b) | 13,300mm                              | 2,200mm  | 3,010mm     | 29-30人(T4b) | 72-75人(Tb) | [ 35 ]     |
| T4b/B4b | 1953(T4a/B4a) 1954-55(T4b/B4b) | 重量                                  | 最高速度 | 電動機      | 電動機出力   | 車両出力    | [ 35 ]     |
| T4b/B4b | 1953(T4a/B4a) 1954-55(T4b/B4b) | 15.3t(T4b)                            | ？       | AEG GEM 401 | 60kw(T4b)    | 240kw(T4b)  | [ 35 ]     |

#### GT3/GB3形

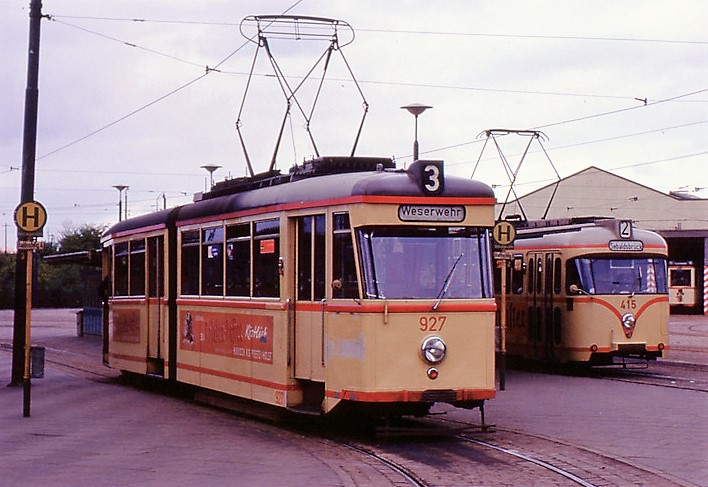
GT3形（927）

老朽化した旧型車両の機器を流用して製造された、2本の車軸を持つ車体と車体中央に1本の車軸のみが設置された車体が繋がるという独特の構造が特徴の2車体連接車。2軸車体側に運転台や主電動機、パンタグラフを有する電動車（GT3形、901-928）と動力を持たない付随車（GB3形、1901-1928）が1955年から1958年までハンザ車両製造で製造された。
大型ボギー車と共に1950年代以降のブレーメン市電における輸送力増強に貢献したが、GT4/GB4形登場後は運用範囲が縮小し、1977年までに営業運転から撤退した。以降はGT3形917が団体用車両"Partywagen"として1980年まで使用され、2002年以降は原型に復元の上動態保存されている。
| 形式    | 製造年  | 総数                    | 軌間     | 編成        | 運転台     | 車軸数     | 備考・参考 |
| ------- | ------- | ----------------------- | -------- | ----------- | ---------- | ---------- | ---------- |
| GT3 GB3 | 1955-58 | 28編成(GT3) 28編成(GB3) | 1,435mm  | 2車体連接車 | 片運転台   | 3本        | [ 36 ]     |
| GT3 GB3 | 1955-58 | 全長                    | 全幅     | 全高        | 着席定員   | 立席定員   | [ 36 ]     |
| GT3 GB3 | 1955-58 | 16,100mm                | 2,140mm  | 3,190mm     | 32人(GT3)  | 95人(GT3)  | [ 36 ]     |
| GT3 GB3 | 1955-58 | 重量                    | 最高速度 | 電動機      | 電動機出力 | 編成出力   | [ 36 ]     |
| GT3 GB3 | 1955-58 | 17.0t(GT3)              | ？       | AEG US 0351 | 76kw(GT3)  | 142kw(GT3) | [ 36 ]     |

#### GT4/GB4形

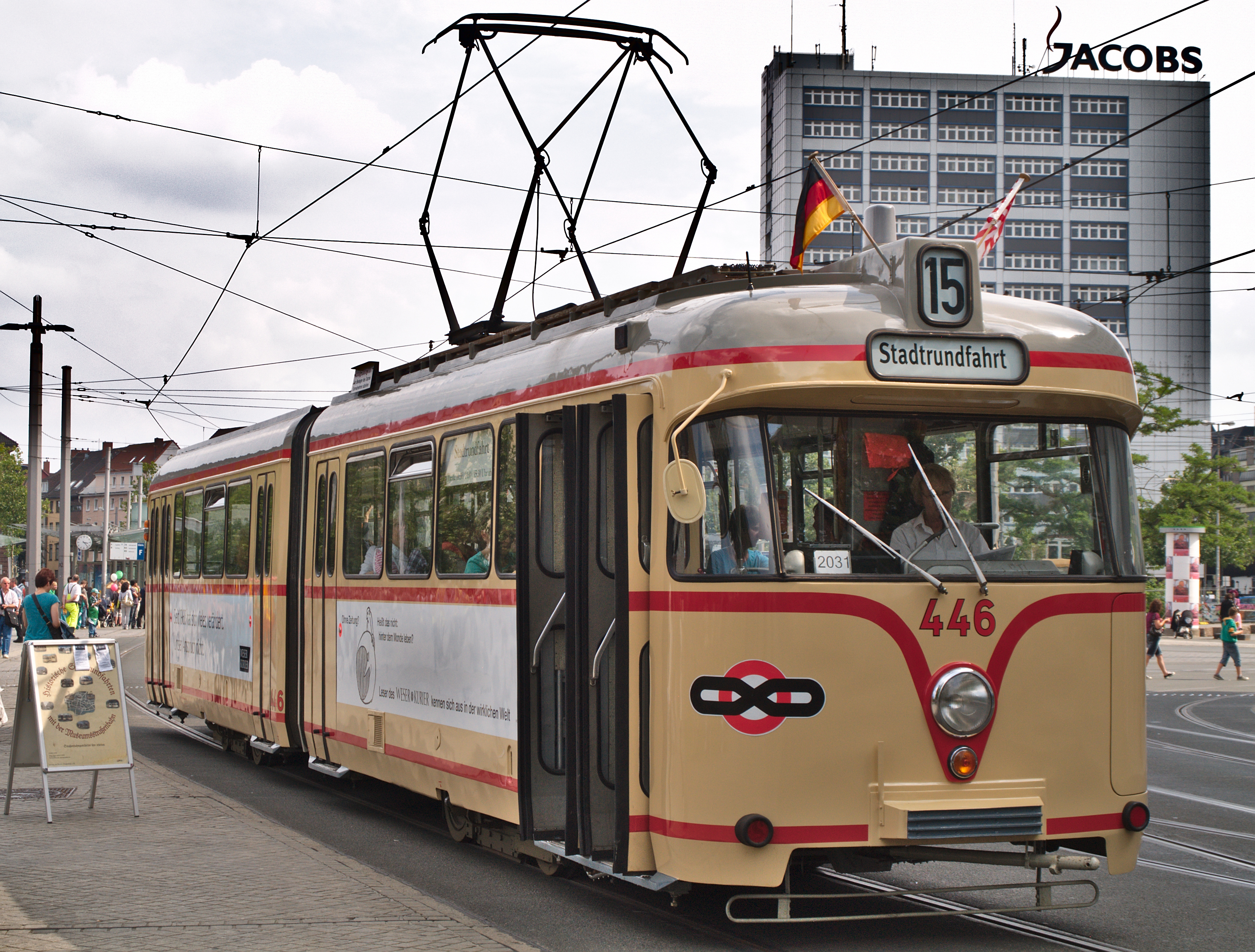
ハンザ車両製造製の車両

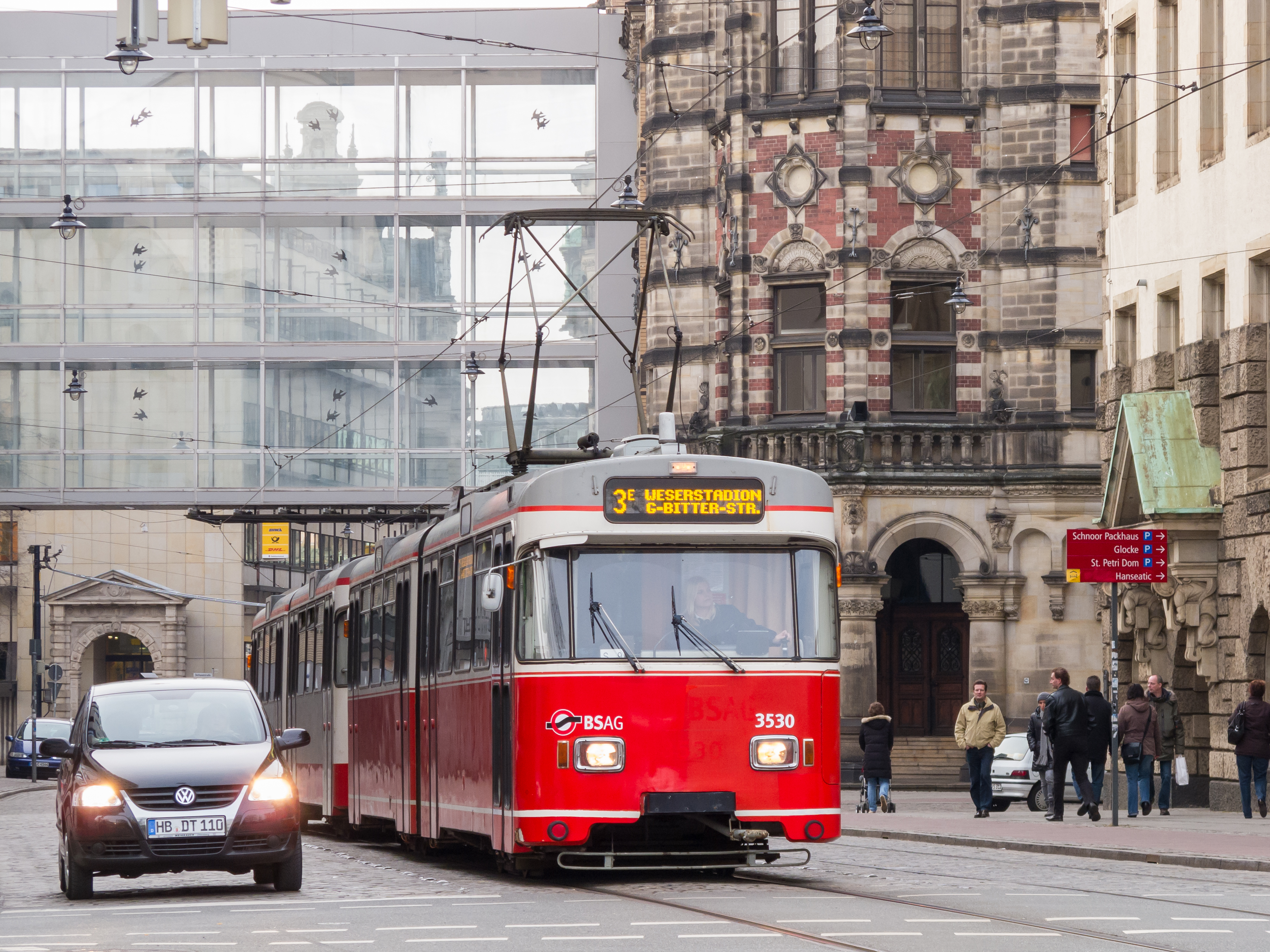
ウェーグマン製の車両

急カーブ走行時の車体のはみ出し（偏倚）を抑える特殊な構造を採用した2車体連接車。電動車のGT4形と付随車のGB4形が存在し、1959年から1967年にかけてハンザ車両製造で製造された車両と、1973年 - 1977年にウェーグマンで作られた車両では車体の位置を制御する方法が異なっていた。超低床電車への置き換えにより2013年までに引退し、以降は事業用や団体用、動態保存用車両が残存する。
製造年や製造メーカーによって以下の形式に細分化されている他、GT4c/GB4c形の一部車両は1982年に廃止されたブレーマーハーフェン市電から譲渡されたものである。
| 形式 | 製造企業       | 車種   | 製造年  |
| ---- | -------------- | ------ | ------- |
| GT4  | ハンザ車両製造 | 電動車 | 1959    |
| GB4  | ハンザ車両製造 | 付随車 | 1959    |
| GT4a | ハンザ車両製造 | 電動車 | 1961-62 |
| GB4a | ハンザ車両製造 | 付随車 | 1961-62 |
| GT4b | ハンザ車両製造 | 電動車 | 1963    |
| GT4c | ハンザ車両製造 | 電動車 | 1966-68 |
| GB4c | ハンザ車両製造 | 付随車 | 1966-68 |
| GT4d | ウェーグマン   | 電動車 | 1973-74 |
| GB4d | ウェーグマン   | 付随車 | 1973-74 |
| GT4e | ウェーグマン   | 電動車 | 1974    |
| GB4e | ウェーグマン   | 付随車 | 1974    |
| GT4f | ウェーグマン   | 電動車 | 1975-77 |
| GB4f | ウェーグマン   | 付随車 | 1975-77 |

#### GT6N形

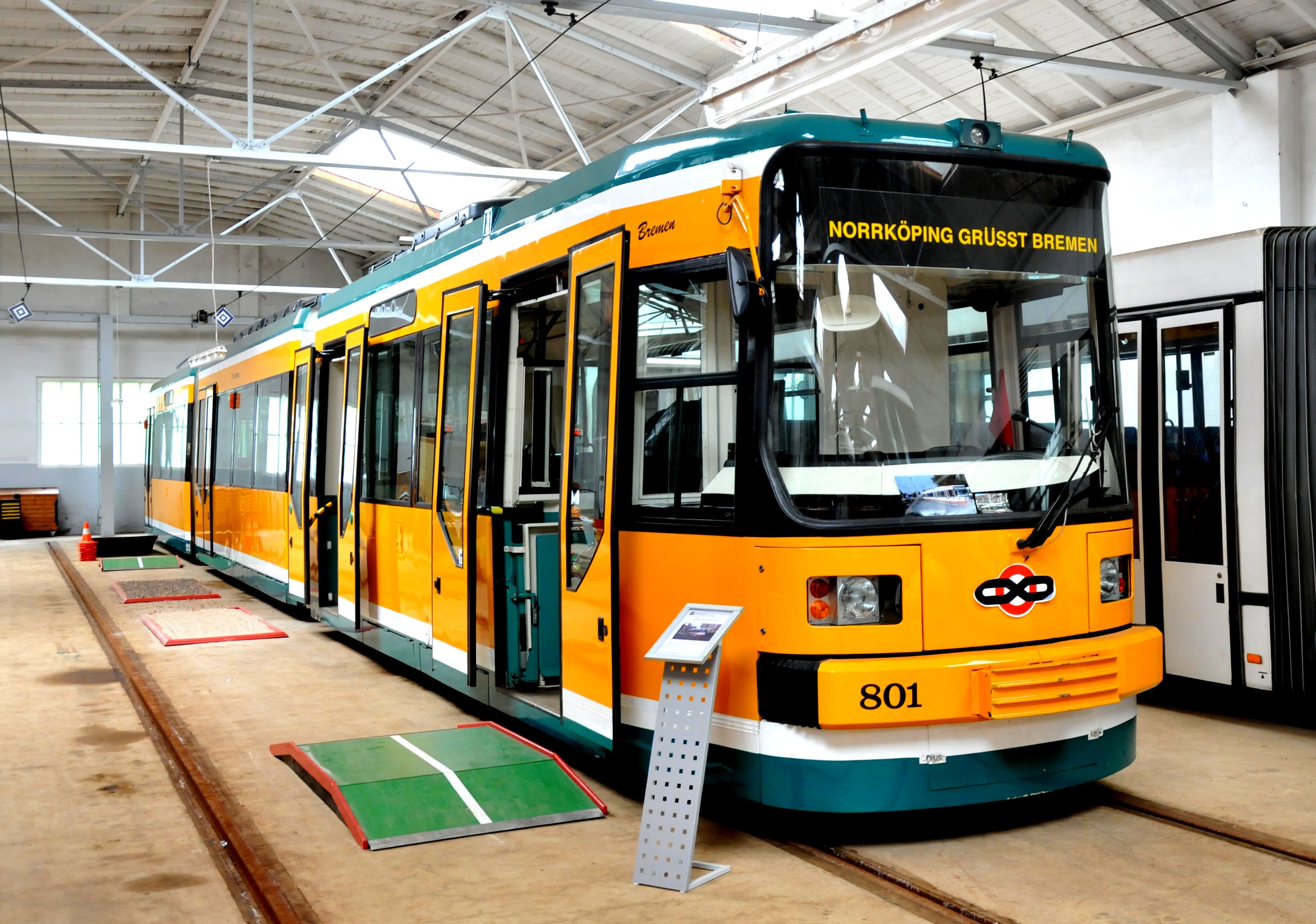
静態保存されているGT6N形

ブレーメン市電初の超低床電車にして、世界でも最初期の車内全体が低床構造となっている100％低床車両。1989年に試作され、翌1990年から営業運転を開始した。後にドイツや日本に導入されるブレーメン形と称される超低床電車の第1号で、2019年現在はブレーメン路面電車博物館で静態保存されている。